# Echelle de Newcastle–Ottawa
L'échelle de Newcastle–Ottawa est une méthode d'évaluation de la qualité d'études non-randomisées (notamment études cas-témoin et de cohorte). L'échelle donne un score attribuant des étoiles. Au maximum 9 étoiles pour :
- la qualité de la sélection (cas bien définis, lieu (hôpital ou ambulatoire), témoins bien définis (pas d'histoire de maladie),
- la comparabilité entre les cas et les témoins,
- l'aveugle[pas clair] de la mesure des résultats des participants à l'étude, étude suffisamment longue pour la pathologie étudiée, nombre de perdus de vue[style à revoir]

Elle évalue aussi la facilité d'utilisation du contenu pour une méta-analyse.
La méthode a été développée par les universités de Newscastle en Australie et d'Ottawa au Canada.